# Michelle de Jesus
Michelle de Jesus  (Jundiaí) é uma piloto profissional de automóveis brasileira.
Apresentadora do Programa Oficina Motor, veiculado no canal +Globosat e colunista de revistas especializadas em automóveis.

## Carreira

### Automobilismo
Michelle de Jesus (conhecida como Michelle J.) iniciou sua carreira no automobilismo em 2006.
Foi vice-campeã paulista de Marcas e Pilotos em 2010 (grid com 62 carros) e 6ª colocada no Brasileiro de Mercedes-Benz Grand Challenge em 2012.
A piloto não tinha patrocínio em sua primeira temporada no Campeonato Paulista de Marcas e Pilotos, em 2006, então vendeu o carro para financiar os custos. Mas, sem resultados e patrocínio, foi obrigada a abandonar o campeonato algumas etapas após o início. A volta às pistas ocorreu apenas em 2009, quando conseguiu o sétimo lugar na temporada entre mais de 30 inscritos. No ano seguinte, obteve o vice-campeonato na categoria Light pela equipe Arias, o que lhe rendeu uma vaga no Campeonato Brasileiro de Marcas e Pilotos. Em 2013, correu no Mitsubishi Lancer Cup, onde conquistou diversos pódios, estando sempre entre os primeiros colocados.
A piloto de Jundiaí traz no currículo algumas experiências internacionais, como as etapas da Euro Nascar, que disputou em 2013 no circuito de Dijon-Prenois, e outra em Nogaro, na França. No mesmo ano, fez uma prova da Grand-Am nos Estados Unidos.
Iniciou na Fórmula Truck em 2014, chegando a largar em 12º lugar em sua segunda corrida, em São Paulo. Conquistou o 8º lugar em Brasília. Em uma batida que envolveu 8 caminhões na curva da vitória do autódromo Internacional Nelson Piquet, com uma brilhante manobra, a piloto escapou ilesa da confusão. Durante o ano de 2014, fez seis corridas pela ABF Motorsport com o Volvo.
Em 2015, após algumas mudanças, foi para a equipe Reis Peças, onde corre com um caminhão Ford. Um ano complicado e sem recursos para o desenvolvimento do caminhão.

### Televisão
Fora das pistas, Michelle apresenta o programa "Oficina Motor", veiculado no canal +Globosat. A atração, exibida às terças-feiras, às 21 h, desvenda o fascínio que os carros exercem sobre as pessoas. Além de analisar as supermáquinas nas ruas e nas pistas, o programa percorre os principais salões de automóveis e visita os maiores fabricantes de carros do mundo.

## Características
Michelle é determinada e apaixonada pelo esporte a motor, disputa igualmente com os homens. Mesmo assim, não deixa seu lado feminino de fora. Seus carros contam sempre com um toque "rosa" !